# جان داود
جان داود هو كاتب مسرحي وفيلسوف ومخرج لبناني، ولد في 1955.